# Kyle Wiltjer
Kyle Wiltjer (Portland, 20 de outubro de 1992) é um jogador de basquetebol profissional norte-americano, naturalizado canadense, que defende o Olympiacos Pireu na Euroliga e Liga Grega.

## Carreira

### Houston Rockets (2016–presente)
Após não ser draftado em 2016, Wiltjer juntou-se à equipe do Houston Rockets para disputar a Summer League. Assinou contrato em 23 de setembro de 2016. Wiltjer atuou em quatro dos 25 primeiros jogos dos Rockets na temporada de 2016–17, marcando três pontos. Em 14 de dezembro de 2016, fez sua maior pontuação na temporada marcando sete pontos em uma vitória por 132–98 sobre o Sacramento Kings. Durante sua primeira temporada, Wiltjer foi enviado várias vezes para o Rio Grande Valley Vipers, afiliado aos Rockets na D-League.